# Platymetopius linnavuorii
Platymetopius linnavuorii är en insektsart som beskrevs av Abdul-nour 1987. Platymetopius linnavuorii ingår i släktet Platymetopius och familjen dvärgstritar. Inga underarter finns listade i Catalogue of Life.